# هیدتوشی کاتوری
هیدتوشی کاتوری (ژاپنی: 香取秀俊؛ انگلیسی: Hidetoshi Katori؛ زادهٔ ۲۷ سپتامبر ۱۹۶۴) فیزیک‌دان ژاپنی و استاد دانشگاه توکیو است که بیشتر برای اختراع تکنیک طول موج جادویی ساعت‌های اتمی شبکه نوری فوق دقیق شناخته شده‌است. از سال ۲۰۱۱، کاتوری همچنین دانشمند ارشد در آزمایشگاه اندازه‌شناسی کوانتومی ریکن است.